# أوغستين لفييه
أوغستين أبل هكتور لفييه (1864-1918) (بالإنجليزية: Augustin Abel Hector Léveillé)‏ هو عالم نبات فرنسي.
الجنس النباتي اللفيالية (الاسم العلمي:Leveillea) (سماها يوجين فانيو) من الفصيلة النجمية سمي على اسمه كما حمل عدد كبير من الأنواع اسمه.